# Predznak
U matematici, predznak broja je svojstvo realnog broja po kojem razlikujemo pozitivne od negativnih. Pozitivni brojevi imaju pozitivan ili ječni predznak + dok negativni brojevi imaju negativan ili niječni predznak -. Pozitivan predznak suprotan je negativnom predznaku. Predznak + ne pišemo. Broj nula nema predznak. Broju mijenjamo predznak množeći ga s -1.
Kompleksni brojevi također mogu imati predznak. Tako je npr. i pozitivan, a -i ili -√-1 negativan broj.
Dva su broja suprotna ako im je apsolutna vrijednost jednaka, ali imaju suprotne predznake. Oni su jednako udaljeni od nule. Zbroj dva suprotna broja jednak je nuli. Broj nula sam je sebi suprotan.

## Funkcija
Funkcija koja vraća predznak broja:
{\displaystyle f(x)={\frac {x}{|x|}}={\frac {|x|}{x}}={\frac {\sqrt {x^{2}}}{x}}={\begin{cases}-1&{\text{ako je }}x<0,\\~~\,0&{\text{ako je }}x=0,\\~~\,1&{\text{ako je }}x>0.\end{cases}}}

## Primjena predznaka

### Kuta rotacije
Ponekad uz kut pišemo predznak. Na primjer, kut rotacije ima pozitivan predznak ako predmet rotiramo u smjeru suprotnom od smjera kazaljke na satu, a negativan predznak ako predmet rotiramo u smjeru kazaljke na satu. Rotacija za +α ekvivalentna je rotaciji za -(360°k - α) gdje je k ∈ ℤ.

### Promjene
Kad se fizička veličina x mijenja s vremenom, promjena vrijednosti x se obično definira kao:
{\displaystyle \Delta x=x-x_{0}}
gdje je Δx promjena, x krajnja vrijednost, a x0 početna vrijednost fizičke veličine. Ako se s vremenom vrijednost Δx povećava, promjena je pozitivna, inače je negativna.

## U računarstvu
U računarstvu, cjelobrojna vrijednost može biti signed i unsigned. Dok unsigned može biti samo prirodni broj ili nula, potonje može sadržavati i negativni predznak. U signed varijabli jedan bit pamti predznak broja. Deklariranjem unsigned varijable, taj bit koristi se da bi povećao maksimalnu vrijednost broja. Npr. 8-bitni signed može pamtiti brojeve u intervalu [-128, 127] dok 8-bitni unsigned pamti brojeve u intervalu [0, 255].
U programskom jeziku C cjelobrojne varijable zadano su signed.
Prevoditelji često javljaju upozorenje prilikom uspoređivanja signed i unsigned ili castanja jednoga u drugi. To ponekad može biti opasno jer im se razlikuju intervali u kojima mogu pamtiti brojeve.

## Zapis u memoriji računala
Računala koriste bitove pa ne mogu pamtiti plus ili minus. Zato možemo plusu pridružiti 1, a minusu 0. Ostali bitovi pamtit će apsolutnu vrijednost broja. Takav način prikaza broja zove se zapis broja pomoću predznaka i apsolutne vrijednosti.

### Dvojni komplement
Dvojni komplement, dvokomplement ili drugi komplement je matematička operacija na brojevima. Dvojni komplement nekog broja x jednak je razlici broja x od a n gdje je a baza brojevnog sustava, a n broj znamenaka broja x. Drugim riječima, dvojni komplement broja x dobijemo tako da broju x sve znamenke bi promijenimo u razliku (a - 1) - bi, gdje je a baza brojevnog sustava, a zatim mu pribrojimo 1. Dvokomplement jednak je komplementu uvećanom za 1.
U registar duljine n bitova možemo zapisati 2n distinktnih cijelih brojeva, od -2n − 1 do 2n − 1 − 1. U računarstvu, dvojni komplement se koristi za negaciju signed broja. Drugi način da izračunamo dvojni komplement binarnog broja x je da promijenimo sve bitove u broju x koji su lijevo od najdesnije jedinice. Pomoću dvojnog komplementa možemo dobiti i posljednju jedinicu nekog broja x u binarnom zapisu. Ona je x & -x ako je & bitovna operacija I, a - je dvojni komplement broja x. Npr. za broj 12 = 1100(2) ćemo dobiti 4. To se koristi u logaritamskoj strukturi.
| Prikaz u registru | Unsigned vrijednost | Dekadska vrijednost |
| ----------------- | ------------------- | ------------------- |
| 0111 1111         | 127                 | 127                 |
| 0111 1110         | 126                 | 126                 |
| 0000 0010         | 2                   | 2                   |
| 0000 0001         | 1                   | 1                   |
| 0000              | 0                   | 0                   |
| 1111 1111         | 255                 | −0                  |
| 1111 1110         | 254                 | −1                  |
| 1000 0010         | 130                 | −125                |
| 1000 0001         | 129                 | −126                |
| 1000 0000         | 128                 | −127                |

### Komplement
Komplement znamenke dobivamo da vrijednost znamenke oduzmemo od 9. Komplement ~ (lat. complementum – dopuna, upotpunjivanje) nekog broja je vrijednost dobivena komplementom svake znamenke. U registru od n bitova možemo zapisati vrijednosti od −(2n − 1 − 1) do 2n − 1 − 1 jer imamo dvije moguće nule. Zapis pomoću predznaka i apsolutne vrijednosti rijetko se koristi zbog ofseta od -1 prilikom binarnog zbrajanja. U svakom brojevnom sustavu, komplement broja jednak je dvokomplementu broja umanjenom za 1.
U sustavu dvojnog komplementa u parnoj brojevnoj bazi, broj x i njemu komplement ~x imaju sve znamenke različite.